# 鲁斯泰姆·哈米托夫
鲁斯泰姆·扎基耶维奇·哈米托夫（俄语：Рустэм Закиевич Хамитов，發音：[rʊˈstɛm zɐˈkʲijɪvʲɪt͡ɕ xɐˈmʲitəf]，發音：[røˈstæm zæki uɫɯ xæˈmitʊf]；1954年8月15日—），是俄罗斯巴什基尔人出身的政治家，他在2010年7月19日－2018年10月11日担任巴什科尔托斯坦共和国的总统。